# Compagnia della Stella
La Compagnia della Stella è il nome di due compagnie di ventura formate, la prima prevalentemente da mercenari stranieri, e la seconda da mercenari italiani. Furono attive nella metà del XIV secolo in Italia.

## Fondazione
La Compagnia della Stella venne fondata dai capitani di ventura Alberto Sterz, Anichino di Bongardo e Ugo della Zucca nell'agosto del 1364, alla fine della battaglia di Cascina. I venturieri che facevano parte della nuova compagnia, erano quelli che decisero di seguire lo Sterz ad uscire dalla Compagnia Bianca, che era stata sciolta, e quelli della compagnia del Bongardo. Essi erano in prevalenza tedeschi e inglesi. Il nome dato alla compagnia trasse origine dallo stemma dei Cavalieri di Bongard, la famiglia di appartenenza di Anichino, che raffigurava una stella e che venne usato per le sue insegne. Lo stesso Bongardo però, nel settembre dello stesso anno, lasciò la compagnia di ventura, e quindi,  ad assumere il comando della compagnia fu Alberto Sterz.

## La Compagnia della Stella di Alberto Sterz
La compagnia sotto la guida di Alberto Sterz, nel gennaio del 1365, fu assoldata dallo Stato della Chiesa le cui milizie erano guidate dal cardinale Egidio Albornoz, alleata del Regno di Napoli della regina Giovanna d'Angiò contro Perugia, le cui milizie erano invece agli ordini del fuoriuscito Anichino di Bongardo. Il contingente della Compagnia della Stella era formato da circa 5.000 cavalieri e 1.000 fanti, mentre quello dei perugini da 10.000 uomini. La battaglia durò ben cinque mesi, e si svolse tra l'Umbria, la Toscana e i territori pontifici del Lazio. Ma la battaglia decisiva si svolse a San Mariano, nei pressi di Corciano, dove la compagnia dello Sterz fu sconfitta dall'avversario, a causa non solo alla superiorità di quest'ultimo, ma anche alla mancanza di impegno da parte dei venturieri per gli stipendi non ricevuti. Lo Sterz e molti venturieri vennero catturati e imprigionati a Perugia. Subito dopo venne raggiunta la pace e furono liberati.
La compagnia passò al servizio di Siena nel mese di agosto dello stesso anno per cercare di contrastare il minaccioso attacco della Compagnia Bianca di Giovanni Acuto, alleata della Compagnia di San Giorgio. Il tentativo fu vano in quanto vista la superiorità dell'avversario, i venturieri dello Sterz furono costretti alla ritirata.
La compagnia fu sciolta nel 1366 in seguito alla morte del suo capitano, Alberto Sterz, decapitato a Perugia.

## La Compagnia della Stella di Astorre Manfredi
Una seconda Compagnia della Stella venne fondata a Soragna dal condottiero Astorre Manfredi nel giugno del 1379. Vennero reclutati venturieri provenienti in massima parte dall'Emilia-Romagna, e inizialmente la compagnia contò circa 600 lancieri e 2.000 fanti.
Con questa compagnia il Manfredi tentò di attaccare Bologna e Rimini, ma poi venne assoldata da Bernabò Visconti e dai veneziani. Nel mese di agosto del 1379, su ordine del Visconti attaccò Genova, e saccheggiò diversi borghi della città, fra i quali Sampierdarena.
La battaglia più importante si svolse il 24 settembre, quando con 400 lancieri e 3.000 fanti, nei pressi della Val Bisagno, la compagnia del Manfredi fu sconfitta dai genovesi. Tutti i venturieri furono catturati, con l'eccezione proprio del Manfredi, salvato da un contadino cui ha promesso un premio di 10.000 ducati. Inoltre la maggior parte dei venturieri catturati furono giustiziati dalla popolazione.